# Barbus aspius
Barbus aspius és una espècie de peix cipriniforme de la família dels ciprínids.

## Morfologia
Els mascles poden assolir els 42 cm de longitud total.

## Distribució geogràfica
Es troba a Lesotho i a la República Democràtica del Congo.